# Copa América de Ciclismo de 2003
A Copa América de Ciclismo 2003 foi a terceira edição da Copa América, vencida por Renato Rohsler, que ocorreu no dia 06 de janeiro de 2003 em São Paulo. A Copa América abriu a temporada brasileira e mundial de Ciclismo, já que neste ano o evento subiu da classificação da UCI de "evento nacional" para a classe 1.5 (uma das categorias de provas do calendário da UCI). A prova tomou lugar no autódromo de Fórmula 1 de Interlagos, no circuito de 4.3 quilômetros.
O evento de 2003 teve algumas novidades em comparação às suas edições anteriores. Uma delas foi a introdução de metas-volantes em todas as 10 voltas da Elite Masculina. O ciclista que fechava a volta em primeiro lugar recebia R$ 200,00 de premiação. Isto manteve o ritmo forte durante a competição. Outra mudança foi a inclusão de mais categorias no evento. Em 2001 e 2002, a competição era aberta somente à Elite Masculina, mas este ano as categorias Elite Feminino, Kids 1 (5 a 8 anos), Kids 2 (9 a 12 anos), Juvenil, Master e Free Power também competiram no Autódromo de Interlagos. 

## Resultados

### Masculino
330 ciclistas do Brasil, Estados Unidos, Argentina, Chile e Uruguai largaram na Elite Masculina com a pista um pouco molhada. Durante as primeiras voltas, o pelotão permaneceu compacto, com poucos e curtos ataques visando as metas-volantes. Entretanto, a chuva voltou a cair pela metade da prova, forçando os ciclistas a diminuirem o ritmo.
Aproveitando-se disso e da dificuldade do pelotão em fazer curvas rápidas, Matthew Decanio lançou o primeiro ataque com sucesso, abrindo uma vantagem de mais de 30 segundos sobre o restante dos competidores. Mas após uma volta, ele foi alcançado pelo brasileiro Renato Rohsler. Os dois trabalharam em conjunto, se revezando na frente e evitaram a aproximação do pelotão.
No início da última volta, Rohsler atacou o americano, ainda com 2 fortes subidas restando. A distância provou que o ataque foi precipitado, e Decanio alcançou-o no fim da última subida. Entretanto, Renato manteve a roda de seu adversário, batendo no 'sprint' um cansado Decanio e trazendo a vitória novamente para o Brasil. Roshler dedicou a vitória à memória de seu ex-diretor técnico de equipe, Antônio Fernandes, que havia falecido em Dezembro do ano anterior.
|    | Ciclista              | Equipe                  | Tempo      |
| -- | --------------------- | ----------------------- | ---------- |
| 1  | Renato Rohsler        | Caloi - Suzano          | 1h 02' 12" |
| 2  | Matthew Decanio       | Prime Alliance          | + 1"       |
| 3  | André Grizante        | Caloi - Suzano          | + 11"      |
| 4  | Breno Sidoti          | Cesc - C.E. São Caetano | + 13"      |
| 5  | Pedro Romeiro         | Goiânia                 | + 15"      |
| 6  | Gaston Corsaro        | Argentina               | + 15"      |
| 7  | Antônio Nascimento    | Memorial - Santos       | + 16"      |
| 8  | Patrique Azevedo      | Cesc - C.E. São Caetano | + 17"      |
| 9  | Sidnei dos Santos     | CME Sertãozinho         | + 17"      |
| 10 | Robson Batista Vieira | Cesc - C.E. São Caetano | + 17"      |

### Feminino
Já no Elite Feminino foi dominação da Família Fernandes. Após 21,5 quilômetros, metade da prova masculina, Janildes Fernandes Silva bateu no 'sprint' sua irmã Clemilda Fernandes Silva. As duas também haviam ganhado a Copa da República de Ciclismo de 2002, mas na ordem inversa. Maria Lucilene da Silva completou o pódio.
|    | Ciclista             | Equipe                  | Tempo    |
| -- | -------------------- | ----------------------- | -------- |
| 1  | Janildes Fernandes   | Acqua Dueo - Pasta Zara | 36' 46"  |
| 2  | Clemilda Fernandes   | Fupes Santos            | + 1"     |
| 3  | Maria Lucilene Alves | Cesc - C.E. São Caetano | + 3"     |
| 4  | Débora Gerhard       | Rio Grande Do Sul       | + 50"    |
| 5  | Carla Camargo        | Fupes Santos            | + 50"    |
| 6  | Daniela Peres        | Cordeirópolis           | + 52"    |
| 7  | Patricia Moreira     | Gávea Gym               | + 53"    |
| 8  | Vera Consentino      | São Caetano - Joytech   | + 54"    |
| 9  | Uênia Fernandes      | Fupes Santos            | + 1' 02" |
| 10 | Maria Luiza Bello    | Memorial - Santos       | + 2' 40" |

### Demais Categorias
| Categoria        | Distância | Vencedor                  |
| ---------------- | --------- | ------------------------- |
| Kids I           | 4 km      | Vitor Matheus             |
| Kids II          | 3 km      | Gabriel Pinho Dominicano  |
| Kids II feminino | 3 km      | Mariana Monteiro Mota     |
| Juvenil          | 8 km      | Jesus Breno Elias Batista |
| Master           | 20 km     | João Alberto Evangelista  |
| Free Power MTB   | 12 km     | Lars Alim Aragão          |